# Парк імені Тараса Шевченка (Сімферополь)
Парк імені Тараса Шевченка (крим. Taras Şevçenko adında park) — парк у Сімферополі у Центральному районі. У парку знаходиться пам'ятник Шевченку.

## Опис
Є одним з найдавніших парків Сімферополя. Він був створений у 1930-х роках й за час існування неодноразово змінював свій вигляд.
Головна прикраса парку — арка з боку вулиці Севастопольської. Алея, що починає від парку, переходить у вул. Батурина поєднуючи в єдиний ансамбль парк та архітектуру Робочого селища.
Свою назву парк отримав до 150-річчя українського поета Тараса Шевченка — в 1964 році. Тоді ж на перетині алей парку встановили пам'ятник українському поетові. Але пізніше його прибрали.
Пам'ятник Шевченку знову встановили в 1997 році — перед центральною колонадою парку. Новий пам'ятник подарований містом Львів.
Раніше в парку розташовувався літній кінотеатр. Зараз про кінотеатр нагадують старі руїни і розмальовані стіни.
В парку йде будівництво каплиці «в ім'я святих Вифлеємських немовлят». Підрядником є приватне підприємство «АРК-Строй 2».
Парк є містом збору патріотів міста Сімферополь, через що після окупації парк регулярно «мінують» окупанти.

## Галерея

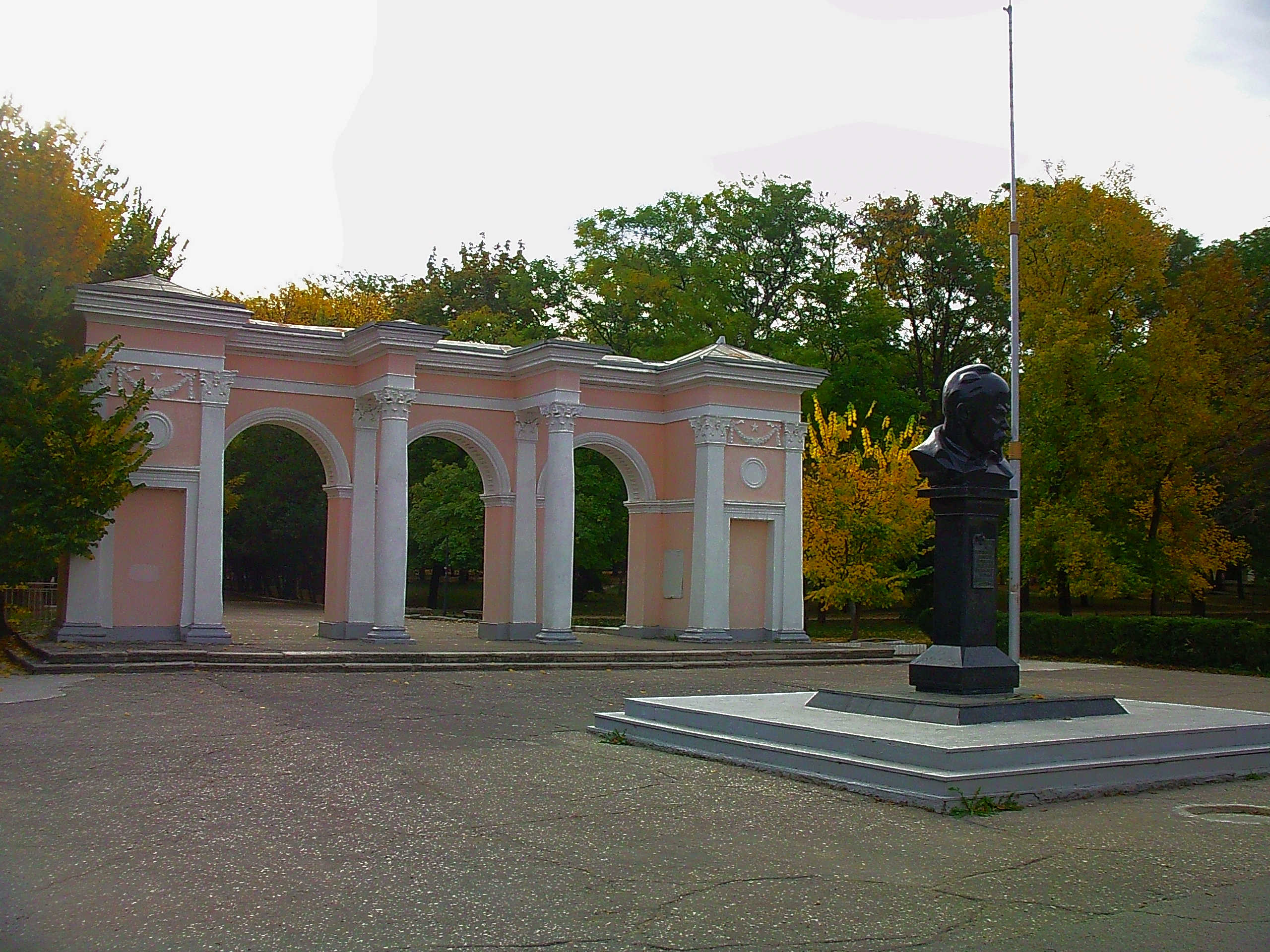
Пам'ятник Тарасові Шевченку, 2011 рік
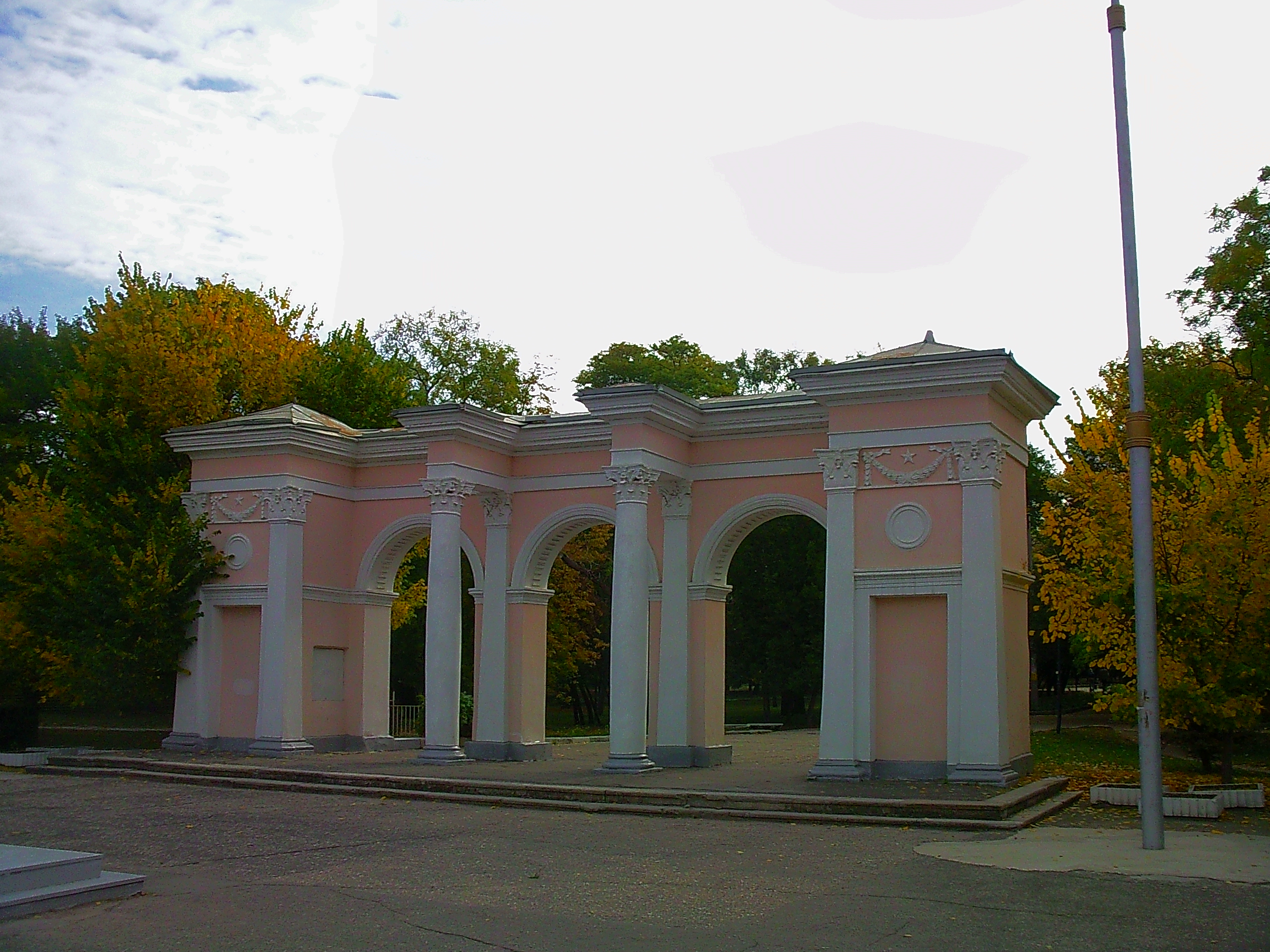
Арка, 2011 рік
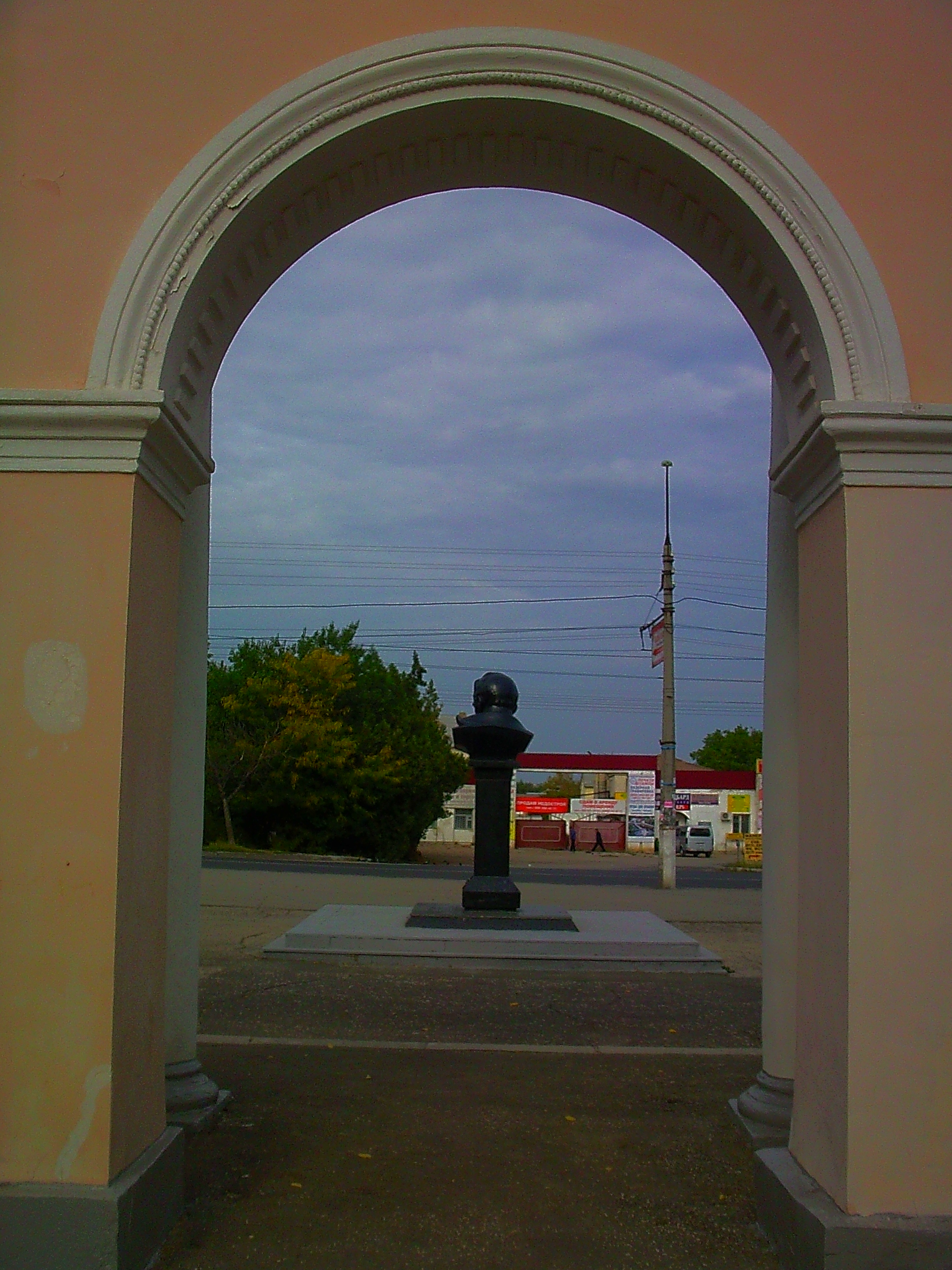
Арка, 2011 рік
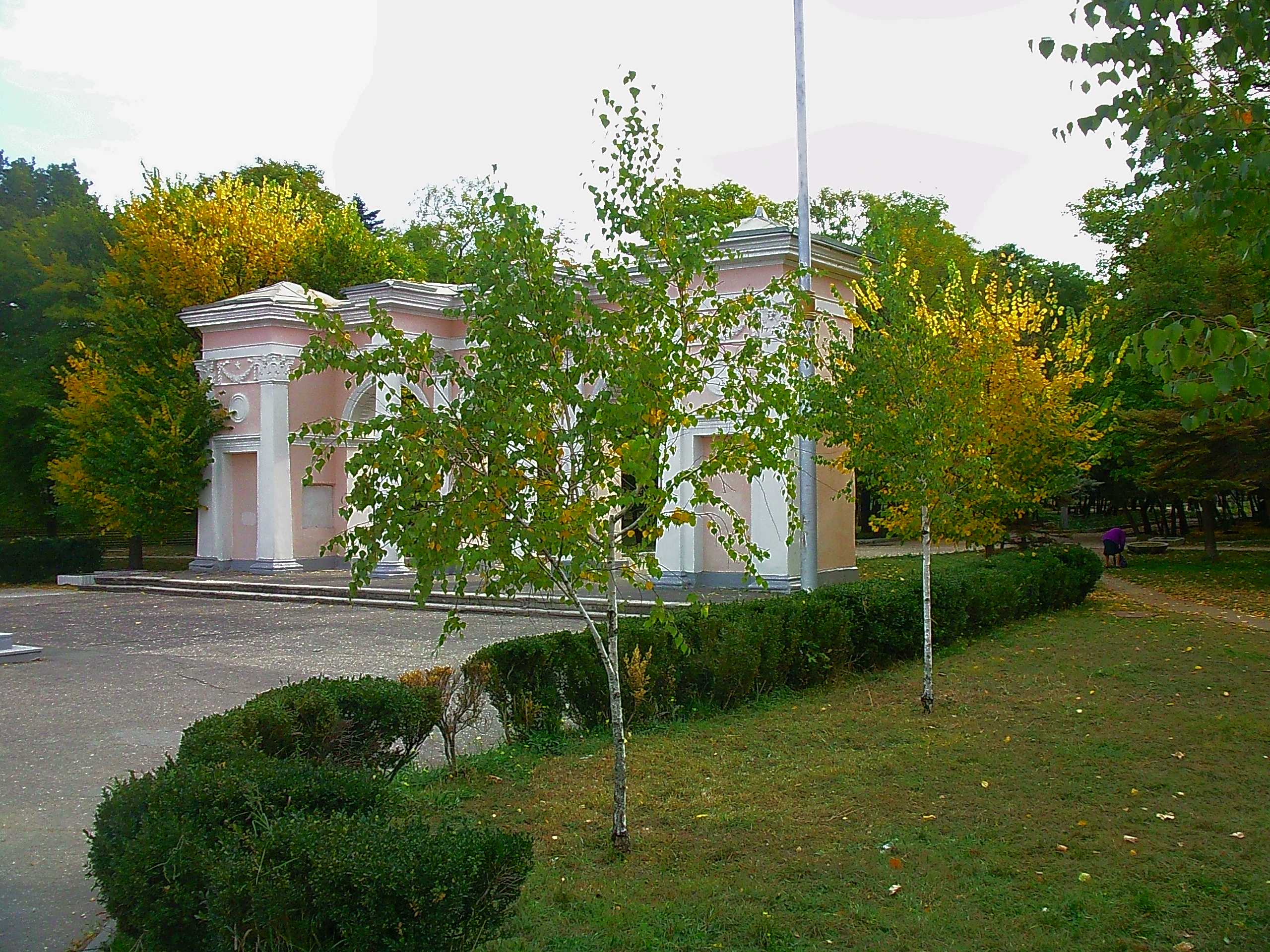
Парк Шевченка, 2011 рік
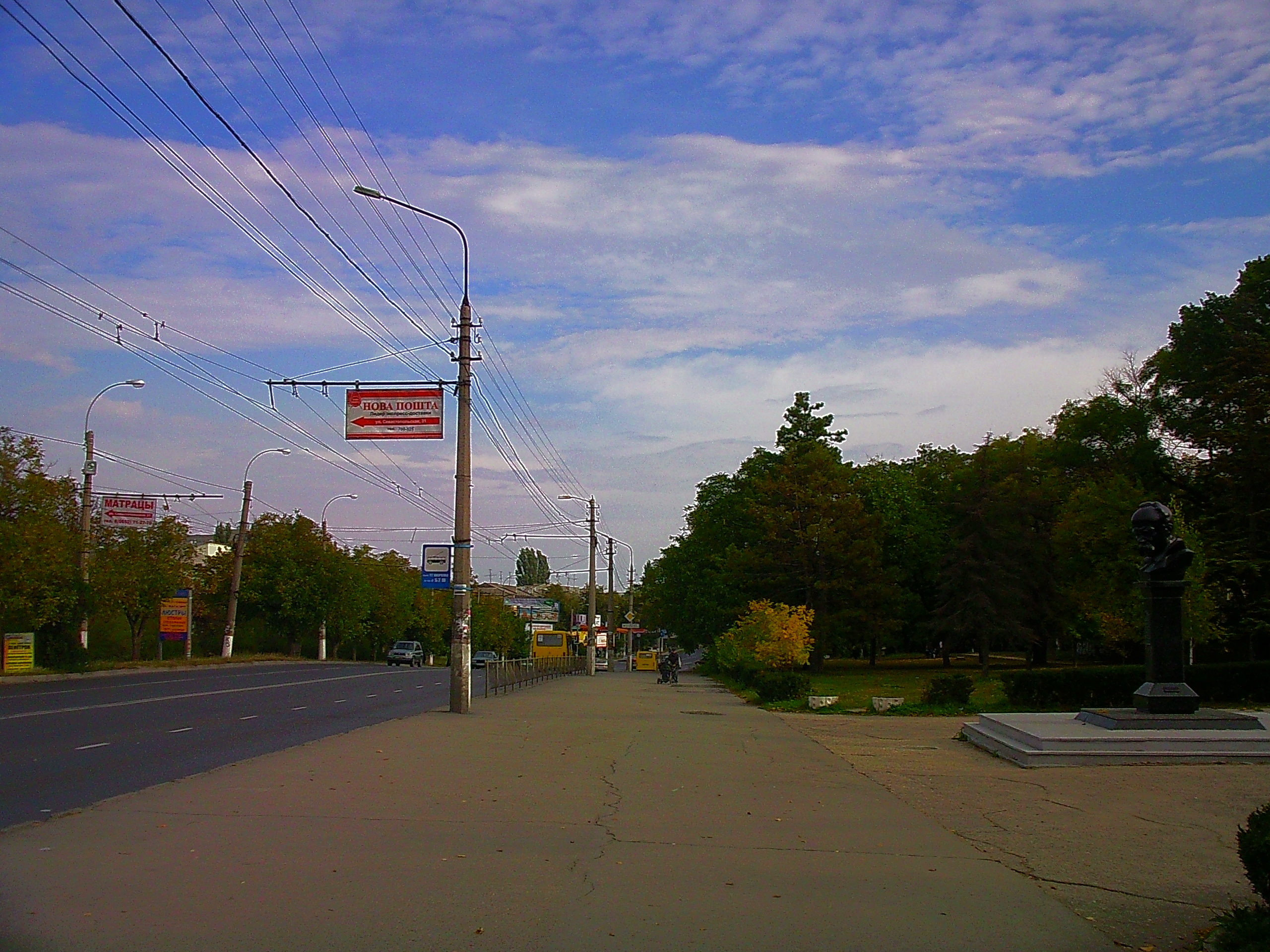
Зупинка Парк Шевченка, 2011 рік